# Acht-Hirsch-Jaguarkralle

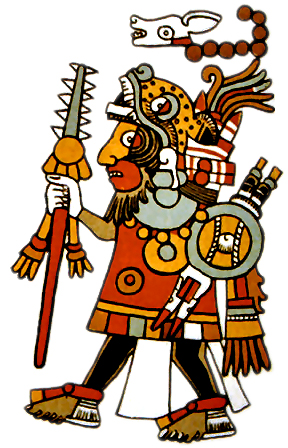
Acht-Hirsch im Codex Nuttall

Acht-Hirsch-Jaguarkralle (mixtekisch: Iya Nacuaa Teyusi Ñaña; spanisch Ocho Venado; * 1063 in Tilantongo; † 1115 ebenda) war der bedeutendste Teuctli der Mixteken.

## Leben
Der Name Acht-Hirsch gibt gleichzeitig sein Geburtsjahr an. Er war ein nachgeborener Sohn seines Vaters, des Herrschers in Tilantongo 5-Krokodil-Regensonne, mit einer Nebenfrau. Als solcher hatte er ursprünglich wenig Aussichten auf den Thron. Er war jedoch als Krieger sehr erfolgreich. Zahlreiche Eroberungen führte er zunächst gemeinsam mit seinem Bruder 12-Bewegung-Jaguarblut durch. Nachdem dieser von Dritten ermordet worden war, wurde Acht-Hirsch zum Alleinherrscher. Er schaltete zahlreiche mixtekische Kleinfürsten und Konkurrenten effizient, meist durch Gefangennahme und Opferung, aus und vermählte sich mit deren Witwen oder Töchtern. Er war der erste, wenn nicht sogar der einzige Teuctli, dem es gelang, alle drei mixtekischen Städtebünde im Hochland, im Tiefland und an der Küste unter der Hauptstadt Tilantongo zu vereinigen. Verwandte von unterworfenen und geopferten Adligen verbündeten sich schließlich, nahmen Acht-Hirsch gefangen und opferten ihn. Obwohl er einige Nachkommen als Thronprätendenten hinterließ, zerfiel das von ihm aufgebaute mixtekische Großreich nach seinem Tod schnell wieder in lokale Fürstentümer und Städtebünde.
Die herausragende Geschichte von Acht-Hirsch und sein Lebensweg, insbesondere seine kriegerischen Unternehmungen und Erfolge, aber auch seine dynastische Verflechtung wurden im Codex Nuttall niedergeschrieben. Weitere Codices, wie der Codex Colombino (Mexiko), der Codex Becker I (Wien), der Codex Vindobonensis (Wien), der Codex Bodley (Oxford) und der Codex Selden (Oxford), erwähnen ihn wenigstens.